# Нуньес, Марселино
Марсели́но Игна́сио Ну́ньес Эспино́са (исп. Marcelino Ignacio Nuñez Espinoza; 1 марта 2000, Реколета, Чили) — чилийский футболист, полузущитник клуба «Норвич Сити» и сборной Чили.

## Карьера
Марселино — уроженец коммуны Витакура, которая входит в состав провинции Сантьяго и Столичной области. Воспитанник клуба «Универсидад Католика». Дебютировал за команду 22 февраля 2020 года в поединке Примеры против «Депортес Икике», выйдя на замену на 65-й минуте вместо Сесара Пинареса. Свой первый гол в профессиональной карьере Марселино забил в ворота «Уачипато» 4 января 2021 года. Всего в дебютном сезоне провёл 20 матчей, забил 2 мяча, став игроком основного состава. Помог клубу выиграть третий подряд чемпионат.
В марте 2021 года впервые был вызван в тренировочной лагерь основной сборной.
10 июня Марселино был включен в окончательный состав сборной Чили на Кубок Америки 2021 года.

## Достижения
- Чемпион Чили: 2020, 2021
- Обладатель Суперкубка Чили: 2020